# Stalowa Wola
Stalowa Wola ist eine Stadt im südöstlichen Polen in der Woiwodschaft Karpatenvorland.

## Geographie
Die Stadt liegt in der Woiwodschaft Karpatenvorland im Powiat Stalowowolski am Fluss San im Sandomirer Becken. Etwa 60 km entfernt befindet sich der internationale Flughafen Rzeszów-Jasionka.

## Geschichte
Historischer Siedlungskern der Stadt ist das Dorf Pławo. Es ist erstmals im 15. Jahrhundert erwähnt als königliche Siedlung, mit einem Jagdhof des Königs Władysław II. Jagiełło, der bereits vor 1358 durch Kasimir den Großen angelegt worden war. Das Dorf lebte hauptsächlich von Jagd und Landwirtschaft und lag zwischen den Kleinstädten Rozwadów (heute ein nördlicher Stadtteil) und Nisko in der Woiwodschaft Sandomir.
Mit der ersten Teilung Polens 1772 kam Pławo unter österreichische Herrschaft. 1837 wurde das Dorf privatisiert und fiel an die Familie Reichenbach, 1867 an die Familie Resinger, im Ersten Weltkrieg an Maximilian Francke. Die Gemeinde gehörte damals zum Bezirk Nisko.
Im Jahr 1937 ist das eigentliche Gründungsjahr der Stadt, als das Stahlwerk Huta Stalowa Wola unter maßgeblicher Planung des damaligen polnischen Finanz- und Wirtschaftsministers Eugeniusz Kwiatkowski errichtet wurde. Ziel war die Entwicklung einer großen Industrieregion im Zentrum des Landes – der Zentralen Industrieregion, weitab der bedrohten Grenzen zu Deutschland und der Sowjetunion. Der Name des Ortes wurde in Stalowa Wola (was auf Deutsch Stählerner Wille bedeutet) geändert.
Während des Zweiten Weltkriegs legten die deutschen Besatzer ein Arbeitslager und ein Ghetto an, bis die Rote Armee 1944 den Ort befreite. Während der deutschen Besetzung Polens schufen die Ärzte Eugeniusz Łazowski und  Stanisław Matulewicz zwischen 1941 und 1943 eine Fleckfieber-Scheinepidemie rund um Stalowa Wola, durch welche die ganze Region unter Quarantäne gestellt wurde und rund 8000 Menschen vor der Deportation in deutsche Konzentrationslager bewahrt werden konnten.
1945 erhielt Stalowa Wola das Stadtrecht. 1953 wurde die Stadt kreisfrei, 1975 Teil der Woiwodschaft Tarnobrzeg, 1999 schließlich der Woiwodschaft Karpatenvorland.
1973 wurde die Kleinstadt Rozwadów eingemeindet.
Das Stahlwerk erhielt 1948 den Namen Huta Stalowa Wola. Am 15. Juli 1991 wurde das Werk als Huta Stalowa Wola S. A. (Hütte Stalowa Wola AG) privatisiert. Es spezialisierte sich auf den Export von Industrie- und Rüstungsprodukten (u. a. Baumaschinen) und war diesbezüglich in den 1990er Jahren landesweit führend.

## Eingemeindungen
Das ursprüngliche Dorf Pławo wurde 1937 durch das Stahlwerk stark vergrößert. 1973 wurde Rozwadów und 1977 Charzewice in Stalowa Wola eingemeindet.

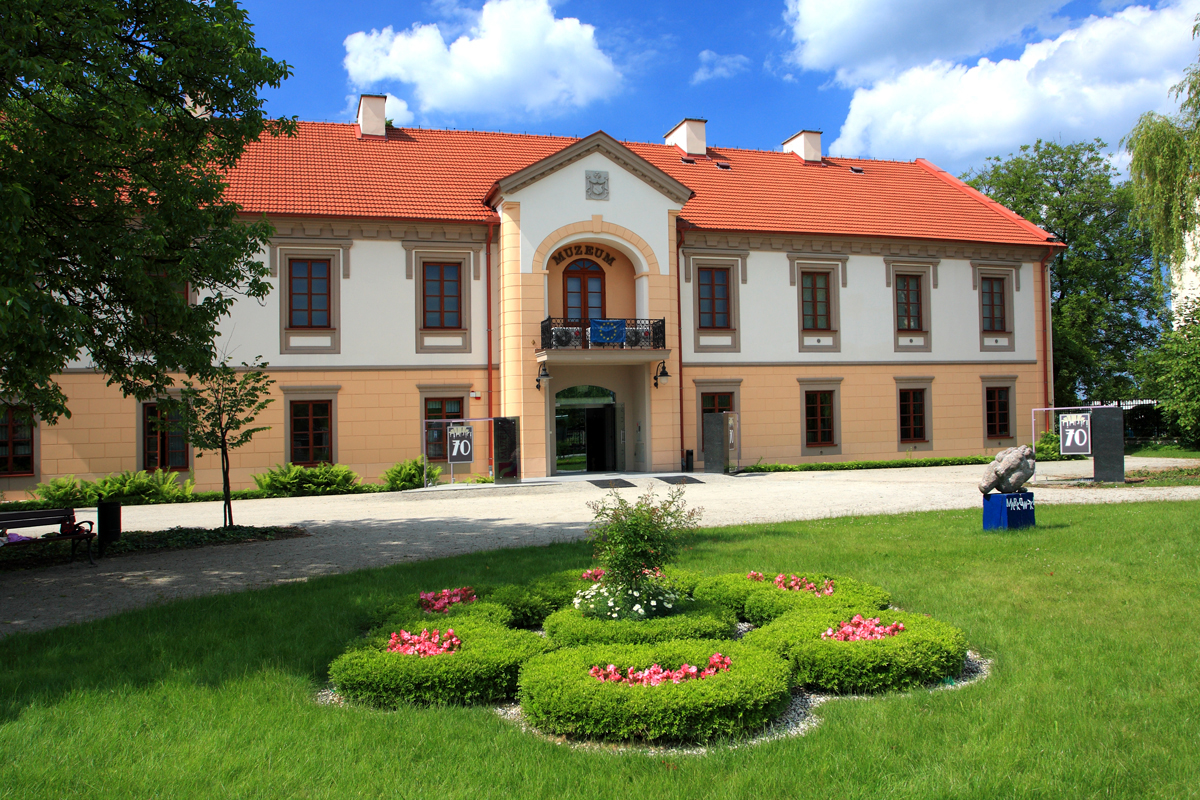
Regionalmuseum
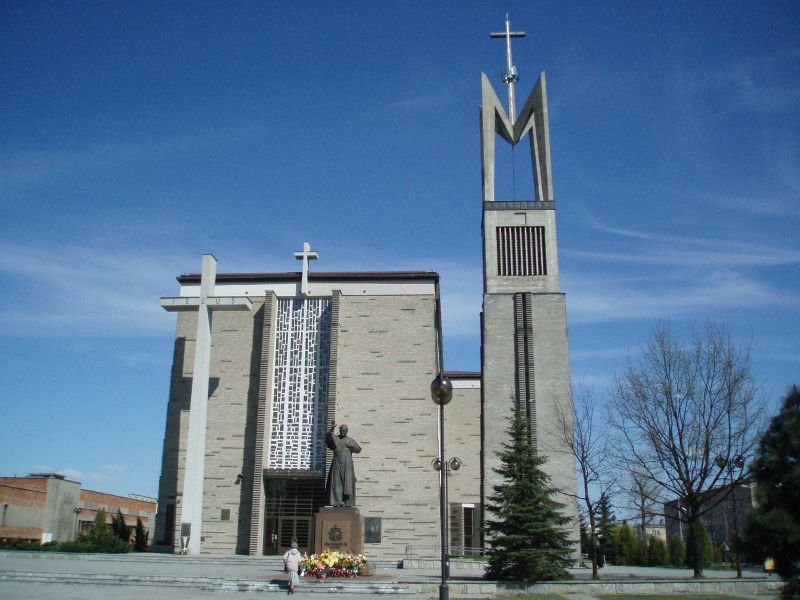
Neue katholische Kirche
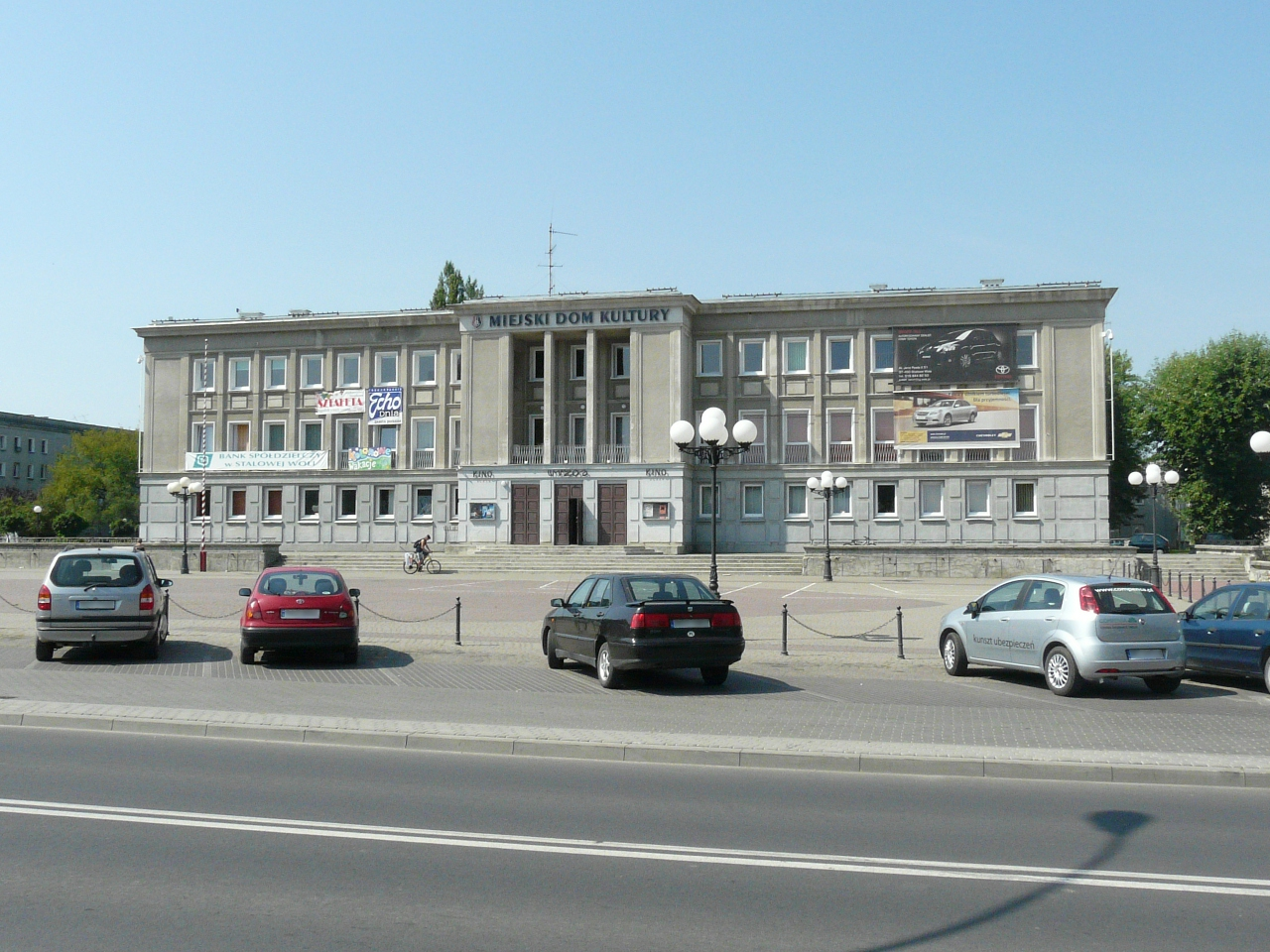
Kulturhaus

## Verkehr
Der ÖPNV in Stalowa Wola ist seit September 2024 für Einwohner kostenfrei.

## Söhne und Töchter der Stadt
- Saul Kussiel Padover (1905–1982), US-amerikanischer Historiker, Politikwissenschaftler und Nachrichtendienst-Offizier, geboren in Rozwadów
- Grzegorz Rosiński (* 1941), Comiczeichner
- Ewa Strusińska (* 1976), Dirigentin und Generalmusikdirektorin
- Marcin Nowak (* 1977), Sprinter
- Krzysztof Soszynski (* 1977), polnisch-kanadischer MMA-Kämpfer
- Danuta Urbanik (* 1989), Mittelstreckenläuferin
- Angelika Sarna (* 1997), Mittelstreckenläuferin
- Krzysztof Śmiszek (* 1979), Politiker, Rechtsanwalt und Abgeordneter

## Politik

### Stadtpräsident
An der Spitze der Stadtverwaltung steht der Stadtpräsident. Seit 2014 ist dies Lucjusz Nadbereżny, der der PiS angehört. Die turnusmäßige Wahl im April 2024 führte zu folgenden Ergebnis:
- Lucjusz Nadbereżny (Prawo i Sprawiedliwość) 72,4 % der Stimmen
- Damian Marczak (Wahlkomitee „Stalowaer Lokale Wählervereinigung für die Stadt und den Kreis“) 21,1 % der Stimmen
- Kamil Marciejak (Wahlkomitee „Stalowa wieder neu – Kreis wieder neu“) 6,5 % der Stimmen

Damit wurde Amtsinhaber Nadbereżny bereits im ersten Wahlgang für eine dritte Amtszeit wiedergewählt.
Die turnusmäßige Wahl im Oktober 2018 führte zu folgenden Ergebnis:
- Lucjusz Nadbereżny (Prawo i Sprawiedliwość) 72,9 % der Stimmen
- Andrzej Szymonik (Wahlkomitee „Lokale Wählervereinigung Stalowa Wola“) 27,1 % der Stimmen

Damit wurde Nadbereżny bereits im ersten Wahlgang wiedergewählt.

### Stadtrat
Der Stadtrat umfasst 23 Mitglieder, die direkt gewählt werden. Die Wahl im April 2024 führte zu folgendem Ergebnis:
- Prawo i Sprawiedliwość (PiS) 61,0 % der Stimmen, 15 Sitze
- Wahlkomitee „Stalowaer Lokale Wählervereinigung für die Stadt und den Kreis“ 24,6 % der Stimmen, 5 Sitze
- Wahlkomitee „Stalowa wieder neu – Kreis wieder neu“ 13,6 % der Stimmen, 3 Sitze
- Übrige 0,8 % der Stimmen, kein Sitz

Die Wahl im Oktober 2018 führte zu folgendem Ergebnis:
- Prawo i Sprawiedliwość (PiS) 63,2 % der Stimmen, 15 Sitze
- Wahlkomitee „Lokale Wählervereinigung Stalowa Wola“ 31,7 % der Stimmen, 7 Sitze
- Kukiz’15 5,1 % der Stimmen, 1 Sitz

### Partnerstädte
Stalowa Wola unterhält Städtepartnerschaften zu Snina in der Slowakei und zu Evergem in Belgien.